# Osman Khan
Osman Khan (Karadeniz Powership 12, KPS12) — плавуча електростанція, створена на замовлення турецької компанії Karadeniz Energy (входить до складу Karadeniz Holding).

## Характеристики
Судно спорудили в 2000 році як балкер на верфі південнокорейської компанії Samsung Heavy industries у Кодже. Воно використовувалось австралійською судноплавною компанією Teekay Shipping під назвою Pacific Triangle, поки не було викуплене турецьким холдингом Karadeniz, що формував перший в світі флот плавучих ТЕС для надання послуг країнам, які потерпають від енергодефіциту. З 2014 по 2016 роки судно проходило переобладнання на верфі HAT-SAN Shipyard, розташованій на березі Ізмітської затоки Мармурового моря. В результаті на борту встановили 24 дизель-генератори MAN потужністю по 18,5 МВт. Крім того, для підвищення паливної ефективності судно оснастили паровими турбінами, що довело загальну потужність електростанції до 470 МВт. Двопаливні генератори можуть споживати як нафтопродукти, так і природний газ.
Судно має осадку лише 5 метрів, що зменшує вимоги до портів, де можливе його встановлення.
Трансформаторну підстанцію, яка забезпечує підключення до берегових мереж, постачила компанія Alstom. При цьому Osman Khan може бути під'єднане до двох ліній під напругою від 100 до 420 кВ.

## Завдання судна
У серпні 2015 року судно прибуло в Гвінейську затоку до місця виконання першого замовлення. Його розмістили в рибній гавані порту Тема, на схід від столиці Гани міста Аккра. Ця країна з другої половини 2000-х років відчувала сильний дефіцит генеруючих потужностей, тому у 2014-му уклала договір з Karadeniz Energy на використання двох плавучих електростанцій загальною потужністю 450 МВт. З кінця 2015-го тут уже працювала інша електростанція турецької компанії Aysegul Sultan, а з прибуттям Osman Khan склались умови для постачання електроенергії понад первісні контрактні зобов'язання Karadeniz Energy.
Враховуючи нестабільні поставки нігерійського блакитного палива через Західно-Африканський газопровід, які призводили до перебоїв у роботі вже існуючих ТЕС, Osman Khan розпочало роботу в Гані з використання нафтопродуктів. Проте за умови появи відповідного ресурсу (наприклад, внаслідок введення в розробку ганського газового родовища Санкофа з подачею його продукції через реверсовану ділянку Західно-Африканського газопроводу або нову систему Абоадзе — Тема) планується перевести судно на споживання блакитного палива.